# Ignacio Ibáñez Santana
Ignacio Elías Ibáñez Santana (Chillán, Chile; 8 de octubre de 1996) es un futbolista profesional chileno, se desempeña como delantero y juega en Rangers de la Primera B.

## Trayectoria
Oriundo de Chillán, es un producto de las divisiones inferiores de Ñublense. Debutó en la Primera División de Chile cuando fue cedido a Everton en 2018. Tras pasos por Cobreloa y Deportes Concepción, en 2022 firma como nuevo jugador de Unión Española.

## Estadísticas
| Club                        | Div.             | Temporada        | Liga  | Liga  | Copas Nacionales | Copas Nacionales | Torneos Internacionales | Torneos Internacionales | Total | Total |
| Club                        | Div.             | Temporada        | Part. | Goles | Part.            | Goles            | Part.                   | Goles                   | Part. | Goles |
| --------------------------- | ---------------- | ---------------- | ----- | ----- | ---------------- | ---------------- | ----------------------- | ----------------------- | ----- | ----- |
| Ñublense B · Chile          | 3ª               | 2013-14          | 8     | 1     | —                | —                | —                       | —                       | 8     | 1     |
| Ñublense B · Chile          | Total club       | Total club       | 8     | 1     | 0                | 0                | 0                       | 0                       | 8     | 1     |
| Ñublense · Chile            | 1ª               | 2014-15          | —     | —     | 1                | 0                | —                       | —                       | 1     | 0     |
| Ñublense · Chile            | 2ª               | 2015-16          | 15    | 1     | 6                | 1                | —                       | —                       | 21    | 2     |
| Ñublense · Chile            | 2ª               | 2016-17          | 18    | 0     | —                | —                | —                       | —                       | 18    | 0     |
| Ñublense · Chile            | 2ª               | 2017             | 14    | 1     | —                | —                | —                       | —                       | 14    | 1     |
| Everton · Chile             | 1ª               | 2018             | 5     | 0     | 2                | 0                | —                       | —                       | 7     | 0     |
| Everton · Chile             | Total club       | Total club       | 5     | 0     | 2                | 0                | 0                       | 0                       | 7     | 0     |
| Ñublense · Chile            | 2ª               | 2019             | 14    | 2     | 4                | 0                | —                       | —                       | 18    | 2     |
| Ñublense · Chile            | Total club       | Total club       | 61    | 4     | 11               | 1                | 0                       | 0                       | 72    | 5     |
| Cobreloa · Chile            | 2ª               | 2020             | 3     | 0     | —                | —                | —                       | —                       | 3     | 0     |
| Cobreloa · Chile            | Total club       | Total club       | 3     | 0     | 0                | 0                | 0                       | 0                       | 3     | 0     |
| Deportes Concepción · Chile | 3ª               | 2021             | 19    | 0     | —                | —                | —                       | —                       | 19    | 0     |
| Deportes Concepción · Chile | Total club       | Total club       | 19    | 0     | 0                | 0                | 0                       | 0                       | 19    | 0     |
| Unión Española · Chile      | 1ª               | 2022             | 10    | 0     | 0                | 0                | 2                       | 0                       | 12    | 0     |
| Unión Española · Chile      | Total club       | Total club       | 10    | 0     | 0                | 0                | 2                       | 0                       | 12    | 0     |
| Total en carrera            | Total en carrera | Total en carrera | 106   | 5     | 13               | 1                | 2                       | 0                       | 121   | 6     |
| 1. 2. 3.                    |                  |                  |       |       |                  |                  |                         |                         |       |       |